# Hoeve Pannenhoef

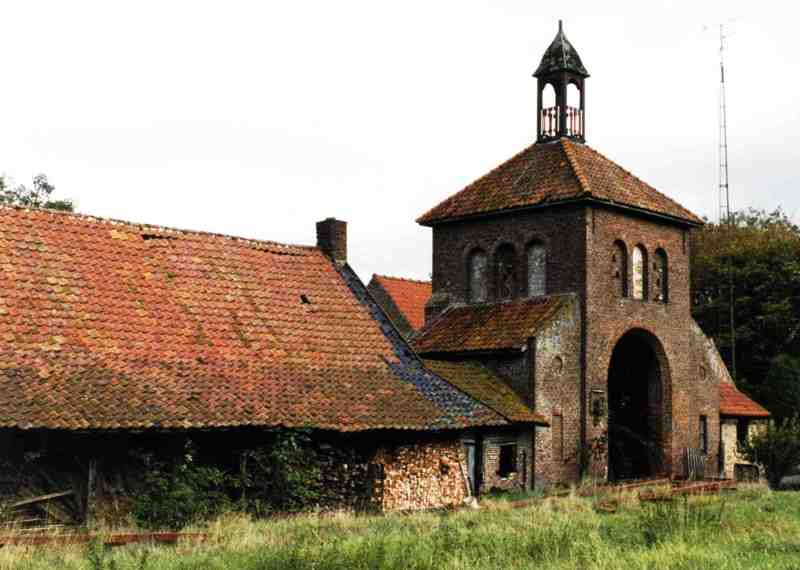
Duiventoren

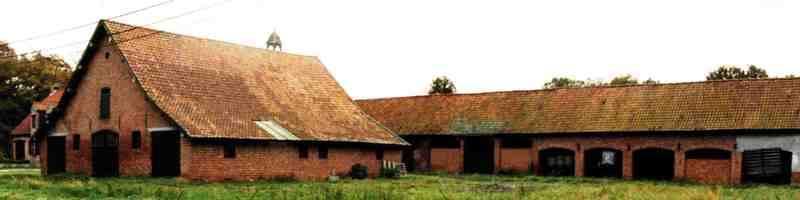

Hoeve Pannenhoef is een boerderij nabij de tot de Antwerpse gemeente Ravels behorende plaats Poppel, gelegen aan Pannenhoef 10.

## Geschiedenis
Op deze plaats werd in opdracht van graaf Depestre eind 18e eeuw een boerderij gebouwd welke het centrum werd van een land- en bosbouwbedrijf. Einde 19e eeuw werd de boerderij gedeeltelijk vernieuwd door Arthur Verhagen en in 1926 volgde uitbreiding door Martin Verbeeck, waarbij een monumentale hooischuur werd bijgebouwd.

## Gebouw
Bijzonder is de duiventoren, welke onderdeel is van een poortgebouw en een doorgang bevat. De duiventoren, gebouwd in 1863, heeft een tentdak dat nog voorzien is van een open dakruitertje.
Links van de duiventoren is een vertrek waar de aardappelen voor de varkens werden gekookt en daar weer links van is de paardenstal van 1863. In 1926 werd een grote langsschuur gebouwd en in 1927 kwam een koeienstal gereed.
De varkensstallen zijn van 1934. In de diverse stallen zijn nog allerlei originele onderdelen te vinden.